# Zbudské Dlhé
Zbudské Dlhé (bis 1927 slowakisch auch „Dlhé“; ungarisch Laborcmező – bis 1907 Izbugyahosszúmező) ist eine Gemeinde im Osten der Slowakei mit 828 Einwohnern (Stand 31. Dezember 2024), die zum Okres Humenné, einem Kreis des Prešovský kraj, gehört. Vielmehr ist sie Teil der traditionellen Landschaft Zemplín.

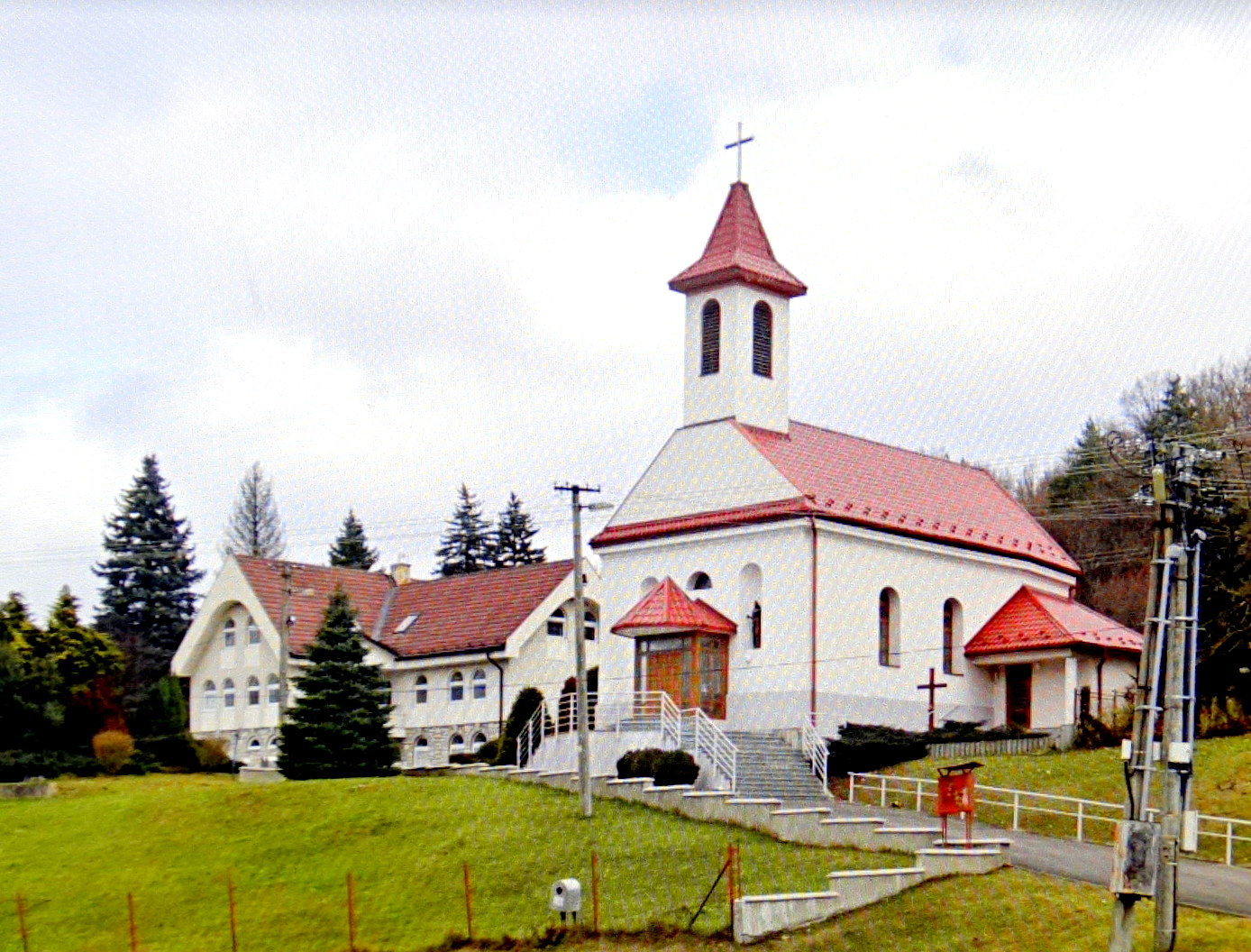
Kirche

## Geographie
Die Gemeinde befindet sich im Südteil der Niederen Beskiden im Tal des Laborec. Das Ortszentrum liegt auf einer Höhe von 212 m n.m. und ist 18 Kilometer von Humenné entfernt.
Nachbargemeinden sind Hrabovec nad Laborcom und Brestov nad Laborcom im Norden, Rokytov pri Humennom im Nordosten, Jabloň im Osten und Südosten, Koškovce im Süden und Südwesten und erneut Hrabovec nad Laborcom im Westen.

## Geschichte
Der Ort wurde zum ersten Mal 1414 als Hozumezew schriftlich erwähnt. Bis zum 16. Jahrhundert gehörte ein Teil der Familie Izbugyai, aber andere Teile anderen Mitgliedern des niederen Adels, deshalb gab es in dieser Zeit drei Ortschaften. 1828 zählte man 37 Häuser und 280 Einwohner, die als Hirten, Holzfäller und Köhler beschäftigt waren.
Bis 1918/1919 gehörte der im Komitat Semplin liegende Ort zum Königreich Ungarn und kam danach zur Tschechoslowakei beziehungsweise heute Slowakei.

## Bevölkerung
| Jahr                | 1994 | 2004     | 2014     | 2024     |
| ------------------- | ---- | -------- | -------- | -------- |
| Anzahl der Personen | 467  | 587      | 707      | 828      |
| Unterschied         |      | +25,69 % | +20,44 % | +17,11 % |

| Jahr                | 2023 | 2024    |
| ------------------- | ---- | ------- |
| Anzahl der Personen | 796  | 828     |
| Unterschied         |      | +4,02 % |

Nach der Volkszählung 2011 wohnten in Zbudské Dlhé 661 Einwohner, davon 389 Roma, 265 Slowaken, vier Russinen sowie jeweils ein Tscheche und Ukrainer. Ein Einwohner machte keine Angabe zur Ethnie.
645 Einwohner bekannten sich zur römisch-katholischen Kirche, fünf Einwohner zur griechisch-katholischen Kirche und zwei Einwohner zur orthodoxen Kirche. Zwei Einwohner waren konfessionslos und bei sieben Einwohnern wurde die Konfession nicht ermittelt.

## Bauwerke und Denkmäler
- römisch-katholische Kirche im klassizistischen Stil aus dem Jahr 1835

## Söhne und Töchter der Gemeinde
- Bernard Bober (* 1950), Erzbischof von Košice